# Pane cunzato
Il pane cunzato (in siciliano pani cunzatu, "pane condito") è un cibo di strada tradizionale siciliano. Si tratta di un panino farcito con ingredienti locali, come il primo sale siciliano, i pomodori, l'origano, sale, peperoncino, acciughe e olio extra vergine di oliva.

## Storia
Il pane cunzato è una ricetta di cucina popolare, che veniva realizzato con ingredienti poveri e semplici da reperire. Questo panino costituiva il pranzo in tempi poco fortunati, quando in casa si avevano a malapena pane, olio e pochi ingredienti prodotti in casa. Per questa ragione veniva in passato anche denominato “pane della disgrazia”, dall’esigenza di arricchire il pane, talvolta raffermo, per poterlo gustare a pranzo.
L'origine storica di questo piatto è incerta. Lo si trova nominato in ricettari a partire dal 1976, ma il suo uso è sicuramente ben più remoto, tanto che un autore lo definisce il "sandwich più antico del mondo". Il pane cunzato è ripetutamente nominato nei racconti di Andrea Camilleri, tanto da essere stato inserito in un'antologia dedicata.

## Caratteristiche e preparazione
Il pane cunzato è composto da un filone di pane siciliano, che viene aperto e farcito in una metà con delle acciughe spezzettate o sfregate lungo tutta la superficie e nell'altra metà con il pomodoro a fette, il pecorino grattugiato e l'origano, condito poi con olio e sale prima di richiudere le due parti.

## Varianti
Esistono molte varianti di pane cunzato, che aggiungono degli ulteriori ingredienti.
Il pane cunzato eoliano, tipico delle Isole Eolie, viene arricchito con dei capperi di Salina, inoltre vengono utilizzati i pomodori datterini in sostituzione di quelli comuni; talvolta vengono anche aggiunte delle olive o della ricotta salata.
Il pane cunzato messinese, utilizzato nella zona di Messina, vede l’aggiunta di melanzane sott’olio e pomodori secchi; inoltre viene utilizzata la tuma come formaggio.